# Aleksandr Perejoguine
Pour les articles homonymes, voir Perejoguine.
Aleksandr Valerievitch Perejoguine - en russe : Александр Валерьевич Пережогин, et en anglais : Alexander Perezhogin - (né le 10 août 1983 à Öskemen, anciennement Oust-Kamenogorsk, en URSS actuel Kazakhstan) est un joueur professionnel russe de hockey sur glace. Il évolue au poste d'ailier. Son frère Viktor joue également au hockey sur glace.

## Biographie

### Carrière en club
En 1999, Perejoguine commence sa carrière avec l'Avangard Omsk dans la Superliga. Il a été repêché par les Canadiens de Montréal lors du repêchage d'entrée dans la LNH 2001, à la 25e position.
Durant les séries de la Coupe Calder 2003-2004, alors qu’il évoluait avec les Bulldogs de Hamilton (club-école du Canadien), Perejoguine a asséné un solide coup de bâton à la tête de Garrett Stafford au cours d’une altercation. À la suite de ce geste, Stafford a dû recevoir vingt points de suture en plus d’avoir subi une commotion cérébrale. Perejoguine a été suspendu pour le restant des séries éliminatoires et pour la totalité de la saison 2004-2005. Il a donc joué dans la Superliga avec l'Avangard Omsk au cours de cette saison. Avec Omsk, il a remporté la Coupe d'Europe de 2005.
À l’automne 2005, Perejoguine a fait ses débuts dans la LNH. Il retourne pourtant jouer en Russie à partir de la saison 2007-2008. Avec le Salavat Ioulaïev Oufa, il remporte le titre national. Pour la saison 2008, l'équipe de Bachkirie joue dans la Ligue continentale de hockey, une nouvelle compétition en Eurasie. Le 30 avril 2010, il est échangé à l'Avangard Omsk en retour d'Igor Volkov.

### Carrière internationale
Il représente la Russie au niveau international. Il a participé aux sélections jeunes.

## Trophées et honneurs personnels

### Superliga
- 2007 : participe au Match des étoiles avec l'équipe est.

### Ligue continentale de hockey
- 2012 : remporte le Trophée Ironman.
- 2013 : participe au Cinquième Match des étoiles avec l'association de l'Est.

## Statistiques

### En club
| Saison     | Équipe                | Ligue      |     | Saison régulière | Saison régulière | Saison régulière | Saison régulière | Saison régulière |    | Séries éliminatoires | Séries éliminatoires | Séries éliminatoires | Séries éliminatoires | Séries éliminatoires |
| Saison     | Équipe                | Ligue      | PJ  | B                | A                | Pts              | Pun              | PJ               | B  | A                    | Pts                  | Pun                  |                      |                      |
| 1999-2000  | Avangard Omsk         | Superliga  | 1   | 0                | 0                | 0                | 0                |                  |    |                      |                      |                      |                      |                      |
| 2001-2002  | Avangard Omsk         | Superliga  | 3   | 1                | 0                | 1                | 4                |                  |    |                      |                      |                      |                      |                      |
| 2002-2003  | Avangard Omsk         | Superliga  | 48  | 15               | 6                | 21               | 28               | 8                | 0  | 2                    | 2                    | 4                    |                      |                      |
| 2003-2004  | Bulldogs de Hamilton  | LAH        | 77  | 23               | 27               | 50               | 52               | 5                | 3  | 3                    | 6                    | 16                   |                      |                      |
| 2004-2005  | Avangard Omsk         | Superliga  | 43  | 15               | 18               | 33               | 18               | 11               | 3  | 2                    | 5                    | 8                    |                      |                      |
| 2005-2006  | Canadiens de Montréal | LNH        | 67  | 9                | 10               | 19               | 38               | 6                | 1  | 1                    | 2                    | 4                    |                      |                      |
| 2005-2006  | Bulldogs de Hamilton  | LAH        | 11  | 0                | 2                | 2                | 8                | --               | -- | --                   | --                   | --                   |                      |                      |
| 2006-2007  | Canadiens de Montréal | LNH        | 61  | 6                | 9                | 15               | 48               | --               | -- | --                   | --                   | --                   |                      |                      |
| 2007-2008  | Salavat Ioulaïev Oufa | Superliga  | 50  | 21               | 20               | 41               | 42               | 16               | 3  | 2                    | 5                    | 14                   |                      |                      |
| 2008-2009  | Salavat Ioulaïev Oufa | KHL        | 55  | 29               | 22               | 51               | 32               | 4                | 0  | 0                    | 0                    | 2                    |                      |                      |
| 2009-2010  | Salavat Ioulaïev Oufa | KHL        | 56  | 13               | 19               | 32               | 36               | 16               | 4  | 1                    | 5                    | 22                   |                      |                      |
| 2010-2011  | Avangard Omsk         | KHL        | 51  | 20               | 17               | 37               | 26               | 11               | 5  | 5                    | 10                   | 6                    |                      |                      |
| 2011-2012  | Avangard Omsk         | KHL        | 53  | 17               | 10               | 27               | 28               | 20               | 8  | 1                    | 9                    | 10                   |                      |                      |
| 2012-2013  | Avangard Omsk         | KHL        | 45  | 17               | 8                | 25               | 38               | 12               | 1  | 4                    | 5                    | 10                   |                      |                      |
| 2013-2014  | Avangard Omsk         | KHL        | 53  | 16               | 20               | 36               | 43               | -                | -  | -                    | -                    | -                    |                      |                      |
| 2014-2015  | Avangard Omsk         | KHL        | 60  | 17               | 21               | 38               | 34               | 12               | 4  | 3                    | 7                    | 8                    |                      |                      |
| 2015-2016  | Avangard Omsk         | KHL        | 56  | 15               | 21               | 36               | 50               | 11               | 5  | 1                    | 6                    | 6                    |                      |                      |
| 2016-2017  | Avangard Omsk         | KHL        | 60  | 15               | 13               | 28               | 28               | 9                | 0  | 2                    | 2                    | 29                   |                      |                      |
| 2017-2018  | Avangard Omsk         | KHL        | 41  | 4                | 7                | 11               | 47               | 1                | 0  | 0                    | 0                    | 2                    |                      |                      |
| 2018-2019  | Avangard Omsk         | KHL        | 16  | 0                | 7                | 7                | 20               | -                | -  | -                    | -                    | -                    |                      |                      |
| Totaux LNH | Totaux LNH            | Totaux LNH | 128 | 15               | 19               | 34               | 86               | 6                | 1  | 1                    | 2                    | 4                    |                      |                      |

### En équipe nationale
| Année | Équipe | Compétition                          |    | PJ | B | A | Pts | Pun |               | Résultat |
| 2001  | Russie | Championnat du monde moins de 18 ans | 6  | 4  | 3 | 7 | 0   | +4  | Médaille d'or |          |
| 2002  | Russie | Championnat du monde junior          | 5  | 0  | 0 | 0 | 4   | 0   | Médaille d'or |          |
| 2003  | Russie | Championnat du monde junior          | 6  | 3  | 6 | 9 | 4   | +9  | Médaille d'or |          |
| 2009  | Russie | Championnat du monde                 | 9  | 3  | 3 | 6 | 6   | +5  | Médaille d'or |          |
| 2012  | Russie | Championnat du monde                 | 10 | 4  | 5 | 9 | 4   | +16 | Médaille d'or |          |
| 2013  | Russie | Championnat du monde                 | 8  | 3  | 1 | 4 | 2   | +3  | Sixième place |          |